# Gro Istad Kristiansen
Gro Marit Istad Kristiansen (Voss, 9 de febrero de 1978) es una deportista noruega que compitió en biatlón. Ganó dos medallas de oro en el Campeonato Mundial de Biatlón, en los años 2004 y 2005.

## Palmarés internacional
| Campeonato Mundial | Campeonato Mundial   | Campeonato Mundial | Campeonato Mundial |
| Año                | Lugar                | Medalla            | Prueba             |
| ------------------ | -------------------- | ------------------ | ------------------ |
| 2004               | Oberhof (Alemania)   | Medalla de oro     | Relevos            |
| 2005               | Hochfilzen (Austria) | Medalla de oro     | Salida en grupo    |